# Gouvernement populaire d'Azerbaïdjan
Pour les articles homonymes, voir GPA.
12 décembre 1945 – 12 décembre 1946
(1 an)
Entités précédentes :
- Gouvernement impérial d'Iran

Entités suivantes :
- Gouvernement impérial d'Iran

Le Gouvernement populaire d'Azerbaïdjan (azéri : آذربایجان میللی حکومتی - Azərbaycan Milli Hökuməti ; persan : حکومت خودمختار آذربایجان) ou GPA, est un État éphémère (1945-1946) soutenu par l'Union soviétique et niché dans le nord-ouest de l'Iran. Établi dans l'Azerbaïdjan iranien, la capitale du GPA était sa plus grande ville : Tabriz. La fondation et la fin de ce gouvernement populaire rentrait dans le cadre de la crise irano-soviétique, la première de la guerre froide.
Pendant la Seconde Guerre mondiale et l'occupation anglo-soviétique de l'Iran, l'URSS de Staline occupait le nord de l'Iran et souhaitait « répandre le socialisme » en créant des États séparatistes chez les pays voisins, une note écrite datée du 6 juillet 1945 attestant de cette volonté. Dans celle-ci, Staline demanda à Mir Jafar Baghirov, alors Premier secrétaire du Comité central du Parti communiste d'Azerbaïdjan, d'établir un « Parti démocratique azerbaïdjani » et des mouvements sécessionnistes dans le nord-ouest de l'Iran. La république de Mahabad, mise en place à la même période par des Kurdes, était l'un de ces mouvements sécessionnistes. Pendant la guerre, l'utilisation de la langue azérie avait été encouragée par les écrivains, journalistes et professeurs, dont certains étaient envoyés depuis la république socialiste soviétique d'Azerbaïdjan, l'une des républiques fédérées de l'Union soviétique. Le GPA a été annoncé en novembre 1945 par Jafar Pishevari, dirigeant du Parti démocratique azerbaïdjani (PDA). Le premier et seul Premier ministre de cette république fut Ahmad Kordari (fa).
Le 4 avril 1946 un accord fut signé entre le Premier ministre iranien Ahmad Ghavam et le nouvel ambassadeur soviétique à Téhéran Ivan Sadtchikov (ru). Celui-ci prévoyait le retrait des troupes soviétiques stationnées dans le nord de l'Iran en échange de concessions pétrolières (qui ne furent finalement jamais octroyées). L'armée rouge évacua définitivement le pays le 26 mai 1946. En dépit d'un accord signé entre Pishevari et Mozaffar Firouz, le 13 juin 1946, le gouvernement iranien décida de reprendre le territoire du GPA de force en y envoyant son armée en décembre 1946. Celle-ci multiplia les exactions : 500 partisans du PDA (ou 2 000 à 3 000 rien qu'à Tabriz selon Hussein Fardust qui participa à la reconquête) furent sommairement exécutés, des centaines d'autres arrêtés, les barbes des paysans furent brûlées, tandis que leurs femmes et leurs filles étaient violées par la soldatesque. Selon l'historien Jamil Hasanli (en), près de 10 000 personnes trouvèrent refuge en Azerbaïdjan soviétique, dont le ministre de la Guerre Jafar Kavian (en) et le chef du gouvernement Jafar Pishevari. Ce dernier, à qui Staline n'a jamais fait confiance, décéda quelques mois plus tard dans un accident de voiture près de Yevlax sur la route entre Kirovabad (d'où il revenait) et Bakou. Certains historiens soupçonnent un assassinat du MGB (successeur du NKVD) mais cela n'a jamais pu être prouvé. Quant à l'ex-Premier ministre Kordari, il fut emprisonné pendant de nombreuses années par le chah d'Iran puis libéré. Le procureur général Fereydun Ebrahimi (en) et le ministre des routes, des postes et des télégraphes Mirza Rabi Kabiri (en) furent pendus haut et court par les autorités iraniennes. 

## Galerie

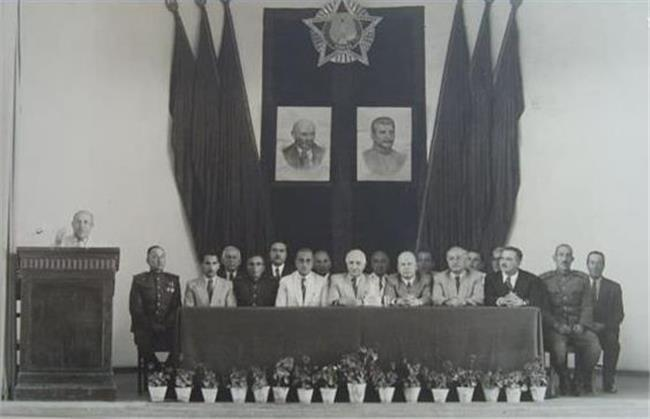
Membres du Parti démocratique azerbaïdjani (PDA) avec Jafar Pishevari au milieu et des portraits de Lénine et Staline au-dessus
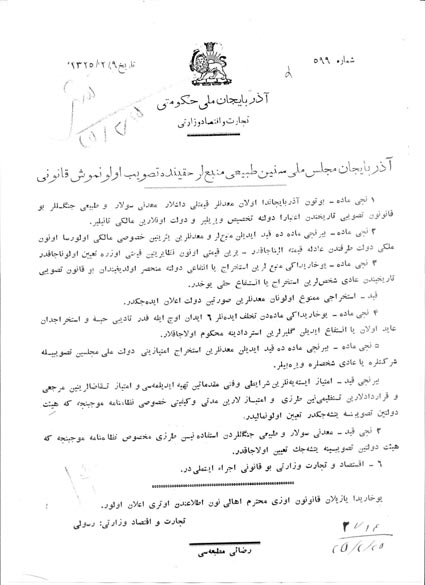
Un document officiel avec un en-tête du Gouvernement populaire d'Azerbaïdjan
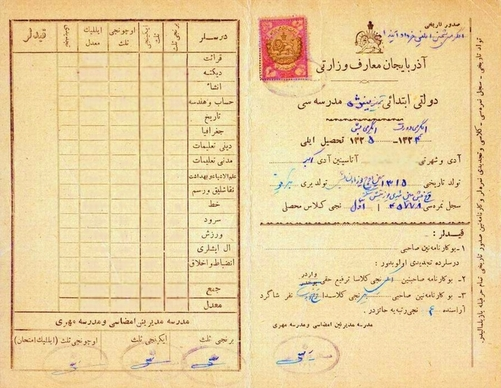
Deuxième partie de ce document
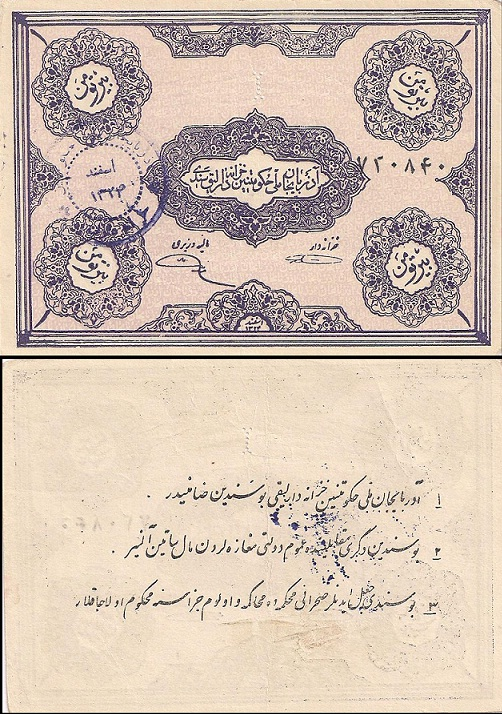
Billet de banque du GPA
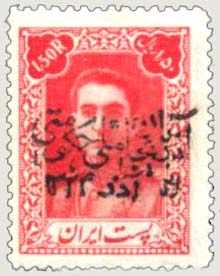
Un timbre avec la mention Gouvernement populaire d'Azerbaïdjan sur le portrait du chah d'Iran